# Land Rover
Land Rover er et britisk bilmærke, som udelukkende producerer firehjulstrækkere. Blev oprindeligt lanceret af britiske Rover, men ejes i dag af indiske Tata Motors.
Den første Land Rover blev produceret i 1948 til jord- og skovbrug. Køretøjet blev populært, men først i 1970 kom en ny model: Denne blev kaldt Range Rover. Senere kom Discovery, Freelander og Range Rover Sport, og Land Rover har i dag fem forskellige modeller.
Ud over de nyere SUV-modeller og den luksuriøse Range Rover, produceres stadig de meget solide og terrængående modeller, Defender 90, 110 og 130, som i udseendet minder meget om de oprindelige 80"-modeller der kom kort efter anden verdenskrig. Dog er de med tiden blevet opdateret løbende med ny teknik, motorer og skruefjedre. (Produktionen af Defender 90, 110 og 130 stoppede januar 2016).
Fra starten var Land Rover en del af Rover, men i 1970'erne fik de en mere uafhængig stilling, og i år 2000 solgte ejeren, BMW, Land Rover separat til Ford. Mærket er i dag en del af Fords Premier Auto Group.
Navnet Land Rover blev frem til 1980'erne skrevet med bindestreg.
Modelnavnet til Defender, fx 90, dækker over akselafstanden i tommer. 90 har altså en akselafstand på cirka 90 tommer.
De fleste Land Rovere må trække 3½ ton på krogen, hvilket også gør dem attraktive som trailertrækkere. Især turbodiesel- og V8-modellerne er yndet til dette formål.

## Historie

### I begyndelsen
Den første Land Rover blev lanceret ved Amsterdam Motor Show i 1948. Konstruktionen lånte en del fra krigs-jeepen, men med et dyrere karosseri i aluminium. Valget af aluminium var fremtvunget af efterkrigstidens stålrationering. Rover havde også et andet problem i efterkrigstidens Storbritannien: De havde en ny, stor fabrik i Solihull ved Birmingham, som var blevet bygget gratis lige før krigen for at producere flymotorer. Problemet lå nu i, at de ikke havde en bilmodel at producere der. De førkrigsmodeller de havde klar til produktion kunne ikke sælges i store nok partier, der kunne retfærdiggøre driften af det store anlæg.
Maurice Wilkes, ansat hos Rover, designede den første model i 1947 som erstatning for jeepen han havde brugt på gården. Sammen sin bror, Spencer, lavede de et design som var baseret på jeepen, men med kraftudtag for at drive redskaber på gården. Britisk industri havde et desperat behov for eksportprodukter efter 2. verdenskrig, og den første prototype havde førersædet i midten for enkelt at kunne eksporteres til markeder med både venstre- og højrekørsel. Denne idé blev ikke brugt i produktionsmodellen. Siden stål var rationeret valgte man at bruge en legering af aluminium og magnesium kaldet Birmabright til karosseriet.
Den første Land Rover, senere kaldt Series I, blev markedsført som en erstatning for traktoren. Reklamen viste bilen brugt til alt fra trækvogn til ploven til personbil. I praksis blev Land Rover ikke nogen arvtager for traktoren, men solgte godt, på trods af en relativt høj pris.
Efter en førproduktionsserie på 25 køretøjer blev Land Rover vist for verden på Amsterdam Motor Show 30. april 1948. Rover selv blev overrasket over interessen. Grunden til dette skyldtes at de havde et køretøj som kunne købes momsfrit af britiske bønder, men også kunne eksporteres ud af landet for at få tiltrængt valuta. Den enkle og ligefremme konstruktion gjorde at den kunne vedligeholdes uden at skulle transporteres til et værksted.
Salget steg jævnt og støt til 1960'erne. Undervejs blev der gjort forsøg med Land Rovers robuste hjulophæng under et bilkarosseri. Projektet blev kaldt Road Rover og kom aldrig på vejen, men det lagde fundamentet for den senere udvikling af Range Rover. I mellemtiden blev Series I opgraderet til Series II og IIA, med nyere, kraftigere motorer som vigtigste salgsargument. Et utal af forskellige specialbygede køretøjer blev også tilgængelige, alt fra brandbiler til mobile svejseapparater.

### Årene under British Leyland
I 1967 blev Rover en del af Leyland Motors Ltd, senere British Leyland (BL). I 1975 blev BL nationaliseret, for i 1986 at blive privatiseret og en del af British Aerospace. I 1970'erne blev Range Rover introduceret; Land Rovers første bil som ikke var et rent nyttekøretøj. Range Rover blev en kæmpesucces og de første år var brugtbilprisen højere end nyprisen, da fabrikken ikke kunne følge med efterspørgslen. Range Rover var relativt avanceret for sin tid, med skivebremser på alle fire hjul, en V8-motor med aluminiumsblok og permanent firehjulstræk.
I 1974 måtte Land Rover trække sig ud af Nordamerika, på grund af strengere krav til sikkerhed og udslip. Der skulle gå rundt regnet et tiår før de var tilbage igen, og da kun med Range Rover. Samme år måtte British Leyland Motor Corporation lave en stor sparerunde. Resultatet blev at selskabet blev nationaliseret og omorganiseret. Rover, med Land Rover, var en af de få afdelinger som tjente penge, så et af resultaterne af omorganiseringen var investeringer i Land Rover. Blandt andet blev fabriksanlæggene ved Solihull opgraderet.
Da den nye direktør Michael Edwards overtog roret i 1978 blev der udstukket en ny retning for Land Rover. Noget af det første han gjorde var at dele British Leylands bilafdelinger ind i to delvis uafhængige grupper. Den ene blev Jaguar-Rover-Triumph Ltd. Den anden gruppe blev delt ind i endnu mindre grupper, kaldt Jaguar Cars, Rover-Triumph og Land Rover Ltd. Dette var første gang Land Rover fik egen ledelse.
I slutningen af 1970'erne måtte serien moderniseres. Land Rover valgte at beholde både udseende og flere af de tekniske løsninger, før de lancerede 110 i 1983. Der var små ændringer i interiøret, men bilen havde permanent firehjulstræk og skruefjeder. Land Rover var allerede i 1979 begyndt at modernisere Serie III med V8-motor og permanent firehjulstræk for at se om markedet var interesseret. Denne udgave blev kaldt Stage 1.

### Under BMW's ejerskab og senere
I perioden 1994-2000 var Rover ejet af tyske BMW. BMW solgte senere Land Rover separat fra «modermærket» Rover. 1990'erne blev også perioden hvor Land Rover blev et mærke for massemarkedet. Discovery og senere Freelander var lavet med mere personbilspræg end nyttekøretøj, og til en lavere pris end Range Rover. I takt med at de nye modeller blev introduceret, blev Range Rover dyrere og mere luksuriøs.
Discovery blev introduceret i 1989, som et svar på japanske firehjulstrækkers indtog på det britiske marked. Projektet blev kaldt Project Jay, og brugte en del teknologi fra Range Rover. Det blev startet i 1987, og udviklingen af den nye bil gik relativt hurtigt. Discovery blev en succes, og var med til at give Land Rover bedre tag på massemarkedet. Defender og Range Rover var ikke volumenmodeller på samme måde. Igen i 90'erne blev markedet domineret af japanske konkurrenter. Denne gang var det med mere kompakte firehjulstrækkere som Honda CR-V og Toyota RAV4. Land Rover kom med Freelander som et svar, og fik igen succes.
Den foreløbig sidste model fra Land Rover er Range Rover Sport, bygget på teknologi fra sidste generation Discovery, selv om den udvendig ligner en almindelig Range Rover. Land Rover kalder bilen en «sportstourer».
Land Rover ejes i dag af Tata Motors, sammen med Jaguar.

## De vigtigste modeller

### Series I-III (1948-1984)
De oprindelige Land Rover-modeller hed bare Land Rover og kom i tre serier. Konstruktionen var enkel, med ramme, stive aksler og et skrudd og naglet karosseri. Motorerne var beskedne, men bilen var lavt gearet for at udnytte kræfterne og for at kunne komme bedre frem i vanskeligt terræn.

### Range Rover (1970-)
Range Rover havde skruefjedre, permanent firehjulstræk og et dyrere karosseri og interiør, og blev øjeblikkelig en salgssucces. Med årene fik den mere og mere udstyr, og er i dag en luksuriøs bil.

### Defender (1983-2016)
Defender er Land Rovers nuværende nyttekøretøj, arvtageren til «seriebilerne». Den er af udseende meget lig Series II og III, men har en anden teknologi med permanent firehjulstræk, skruefjeder og moderne motor.
Dog skal det bemærkes at tillægsnavnet Defender, blev påført Land Rover modellerne efter 1990 hvor TDI motorerne kom og derfor ikke gælder modellerne fra 1983 til 1990. Men i folkemunde bliver modeltypen også inddraget i Defender kategorien.

### Discovery (1989-)
Discovery blev lanceret for at imødegå konkurrencen fra japanske firehjulstrækkere med normal personbilskomfort og god plads. Den blev oprindelig bygget på basis af Range Rover, men med enklere standard og mulighed for syv sæder. Modellen er i dag i sin fjerde generation.
- Serie 1 (1989-1998)
- Serie 2 (1998-2005)
- Serie III (2005-2009)
- Serie IV (2009-)

### Freelander (1996-)
Freelander er Land Rovers første bil med selvbærende karosseri. Den er mindre end de andre modeller, og blev lanceret som svar på japanske, kompakte firehjulstrækkere. Har permanent 4-hjulstræk uden centerdifferentiale. Ny model Freelander 2 (2007), som deler teknik med bl.a. Ford Mondeo, Volvo V70 og Volvo S80.

### Range Rover Sport (2005-)
Range Rover Sport er en mindre, mere sportslig staldkammerat for Range Rover. Den genbruger en del teknologi fra Discovery III, og er rettet imod markedet for «SUVer» med høj ydelse.

## Produktion

### Produktionssteder
Land Rover er traditionelt blevet produceret i Solihull udenfor Birmingham, men allerede tidligt blev produktion flyttet andre steder hen i verden.
Land Rover har eksporteret såkaldte CKD (står for Completely Knocked Down) biler, som skal monteres i landet det sælges i. Dette har som regel været på grund af told og skatter i modtagerlandet.
Steder hvor Land Rover produceres i dag (2005) er Solihull, Sao Bernando i Brasilen (Defender), Kuala Lumpur og Selangor i Malaysia (Discovery) og Silverton i Pretoria, Sydafrika.

### Licenshavere
Licensproducenter inkluderer belgiske Minerva, spanske Santana, tyske Tempo og tyrkiske Otokar. Af disse er det kun Otokar som stadig driver licensproduktion.
Minerva fik licens for at bygge Land Rover i Belgien i 1950'erne. De brugte lokalt konstruerede rammer og karosseri, men brugte motorer, gearkasser og andre komponenter fra Land Rover. De havde ikke presser der kunne lave kurven foran på forskærmene, så Minerva'er havde et karakteristisk knæk her. Motoren der blev brugt var den samme 2-liter som blev brugt i Series I. Produktionen foregik fra 1952 til 1956, men selv i 1980'erne blev ubrugte, oplagrede køretøjer givet til belgiske afdelinger.
Santana er den licenshaver som har produceret flest køretøjer. Fra 1956 til 1980 byggede de 18 000 biler på licens. Santana licenserede igen produktion ud til iranske Morattab, som monterede biler ved Farsi frem til slutningen af 1980'erne. I 1990 solgte Land Rover sine 23% af det fælles selskab Santana Land Rover. Santana producerer ikke Land Rovere længere, men har sin egen linje med køretøjer som minder om Defender. Disse hedder Santana PS-10.

## Militær brug
Siden den første model har alle Series- og Defender-modeller været brugt af militæret. Ofte har det været militære tilpasninger af civile modeller, men flere specielle militære modeller har også været i produktion. Discovery har også nogle få tilfælde i brug som liason-køretøj. To dedikerede militære udgaver er 101 Forward Control fra starten af 1970'erne, med førerhuset foran forhjulene, og Lightweight fra sidst i 1960'erne, som havde tilpasninger til helikoptertransport.
Tilpasninger til militær brug inkluderer 24V elektrisk anlæg, eskortelys, elektronisk dæmpning af tændingssystemet, blændingsgardiner og mulighed for montering af specialudstyr og håndvåben.
De militære anvendelser inkluderer feltvogn, radiovogn, våbenplatform for rekylfri kanon, TOW eller maskinkanon, ambulance og værkstedsvogn.
Det norske forsvar brugte Series III 109" i en vis udstrækning fra 1970'erne.
Den mest kendte militære Land Rover er «Pink Panther»-modellerne. Omtrent 100 Series IIA blev tilpasset for fjernopklaring af den britiske specialstyrke SAS. Til ørkenbrug blev de ofte malet rosa, deraf navnet. Vognene blev udstyret med blandt andet solkompas, maskinkanon, større drivstoftanke og røggranatkastere. Lignende tilpasninger er også lavet senere på Series III og 90/110/Defender.
Series og Defender har været brugt som basis for pansrede køretøjer. Den mest kendte er Shorts Shorland, bygget af Shorts Brothers fra Belfast. De første af disse blev leveret i 1965 til Royal Ulster Constabulary, altså politistyrken i Nord-Irland. Oprindelig var de 109"-modeller med pansret karosseri og tårn fra panserbilen Ferret. Senere blev de opgraderet i takt med at Land Rover opgraderede modellerne de var baseret på, og de er fremdeles i salg. I 1990 var der blevet produceret mere en 1 000 eksemplarer (kilde Arkiveret 30. oktober 2005 hos  Wayback Machine).
Den mest omfattende tilpasning af Land Rovere til militære formål var halvbæltevognen Centaur. Den var baseret på en Series III med V8-motor og et forkortet bæltedriftsystem fra den lette kampvogn Alvis Scorpion. Den blev produceret i et mindre antal, og blev brugt af blandt andet Ghana.
I årene fra BMW overtog mærket, har Land Rover haft mindre fokus på militære modeller og mere på det civile massemarked. I samme tidsrum er Defenderen ikke blevet opdateret væsentligt, og dette har medført mindre markedsandele. Blandt andet har østrigske Steyr-Daimler-Puch Pinzgauer overtaget nogle af Defender'ens funktioner i det britiske forsvar.

## I kongelig tjeneste
Eftersom Rover havde forbindelser til den britiske kongefamilien blev også Land Rover leveret til kongehuset. George VI fik overrakt en tidlig model, og en gang sent i 1950 eller tidligt i 1951 fik Rover lov til at titulere sig hofleverandør.
En lille flåde af paradekøretøjer blev brugt under kongehusets rejse rundt i Commonwealth landene i 1953-54, og senere har Land Rovere været brugt rundt på de forskellige kongelige ejendomme. Køretøjerne blev håndbygget eller i hvert fald færdigbehandlet i hånden, for at sikre den nødvendige kvalitet og finish.
Ofte havde de kongelige køretøjer udstyr som var bedre end det, som ellers var tilgængeligt på markedet. Et eksempel er en 1956 Series II 109" stationsvogn brugt af dronningemoderen, som havde den første lavkompressions sekscylindrede motor leveret i en konventionel Land Rover (i modsætning til Forward Control-modellerne), en speciel grøn farve, overmalede galvaniserede beslag, tæpper i interiøret (vinyl var standard på den tid) og FM/LW radiomodtager plus andre detaljer.

## Motorsport
Land Rover har aldrig været særlig aktiv inden for motorsport. Den mest omfattende er støtten til Camel Trophy, en konkurrence arrangeret af cigaretmærket Camel. Land Rover stillede med køretøjer i perioden 1981-98. Alle modellerne, som var i produktion i perioden, blev brugt.
Ellers har Land Rovere været brugt af private aktører til biltrial, som er en færdighedskonkurrence med kørsel udenfor vej. I 1966 viste en markedsundersøgelse, fabrikken havde foretaget, at to tredjedele af Land Rovere blev brugt til andet end jordbrug og industri, heraf en del til rekreation.
Land Rovere har også været brugt i forskellige former for rally. I 1979 og 1981 blev ørkenløbet Paris-Dakar vundet af Land Rover-produkter. Fords fabriksløb med Colin McRae og Carlos Sainz i WRC brugte Freelander som rekognosceringsbil i 2001. I 2002 sponsorerede Land Rover et rallyhold som brugte en Bowler Wildcat, en løbsbil baseret på Defender- og Discovery-dele.

## Miljøet omkring mærket
Land Rover har en trofast tilhængerskare rundt om i verden. Der eksisterer et utal af klubber, netfora og hjemmesider.
I Danmark er Dansk Land Rover Klub (www.dlrk.dk) den største bilmærke klub med ca. 1.000 medlemmer fordelt med 12 regioner over hele landet.
I Norge er Norsk Land-Rover Klubb den største klub for mærket, med rundt regnet 1.300 medlemmer i 2004. Dette gør den til en af landets største bilmærkeklubber. Klubben blev stiftet i 1975 og har lokalafdelinger over næsten hele landet.
- Wikimedia Commons har flere filer relateret til Land Rover